# Gianluigi Nuzzi
Gianluigi Nuzzi (nascut a Milà el 3 de juny de 1969) és un periodista i escriptor italià.
Ja des dels 14 anys comença a escriure a la revista infantil Topolino. Va començar com a periodista el 29 de juny de 1996. Va col·laborar amb diversos diaris i revistes italians com: Espansione, CorrierEconomia, L'Europeo, Gente Money, el Corriere della Sera i també amb Il Giornale i la revista italiana Panorama. Des del 1994 va especialitzar-se a les enquestes jurídiques.
El 2010 un seu primer llibre Vaticà SA va resultar en una investigació de la polícia fiscal italiana contra la banca vaticana, l'infamós Institut de les Obres de la Religió o IOR, nel marc d'una transferència sospitosa de 23 milions d'euros a uns beneficiaris anònims de la J.P. Morgan a Nova York i blanqueig de diners mafiosos.
El 26 de maig de 2012 va eixir el seu tercer llibre-investigació Sua Santità, le carte segrete di Benedetto XVI, centre de l'afer Vatileaks. El llibre acusa el camarlenc, Tarcisio Bertone de frenar la reforma de l'administració vaticana opaca i sovint corrupta. El llibre documenta diversos escàndols dels darreres anys. i pot situar-se en la luita de poder interna entre les diferents fraccions de la cúria a la qual totes assatgen de posar els seus peons. Aquest cop va afeblir el camp de Bertone, un dels confidents i vell amic de Joseph Ratzinger.